# Umweltmedium
Umweltmedium ist der Oberbegriff für verschiedene Elemente der natürlichen Umwelt menschlicher Gesellschaften. Zu den Umweltmedien zählen Subsysteme der Umwelt, wie Gewässer, Böden oder die Atmosphäre. Diese Umweltmedien sind als Lebensraum Teil von Ökosystemen, Lebensgemeinschaften von Tieren und Pflanzen. Auch die Organismen und ihre systematischen Wechselwirkungen werden mitunter als Umweltmedien bezeichnet.
Der Begriff wird vor allem in der Ökobilanzierung der ökologieorientierten Betriebswirtschaftslehre und Umweltökonomik verwendet. Umweltmedien sind natürliche Ressourcen. Sie werden durch menschliche Einflüsse belastet und verändert, zum Beispiel als Senke menschlicher Emissionen (→ Umweltbelastung). Sie sind als zu schützende Güter Gegenstand des Umweltschutzes und der Umweltpolitik. So gehören zum Beispiel bei der deutschen Umweltverträglichkeitsprüfung zu den Schutzgütern, neben der menschlichen Gesundheit und dem kulturellen Erbe, auch Tiere, Pflanzen, Biodiversität, Fläche, Boden, Wasser, Luft, Klima, Landschaft und deren Wechselwirkungen (§ 2 UVPG).